# Nu Thang
Nu Thang é o segundo álbum de estúdio da banda dc Talk, foi lançado em 1990.

## Faixas
1. "When DC Talks" - 2:28
2. "He Works" - 3:39
3. "I Luv Rap Music" - 3:49
4. "No More" - 3:37
5. "Nu Thang" - 4:12
6. "Things of This World" - 5:11
7. "Walls" - 4:10
8. "Talk It Out" - 3:59
9. "Take It to the Lord" - 4:20
10. "Children Can Live (Without It)" - 3:56
11. "Can I Get a Witness" - 4:25